# Còlob ursí
El còlob ursí (Colobus vellerosus) és una espècie de primat de la família dels cercopitècids. Viu a Benín, Costa d'Ivori, Ghana, Nigèria i Togo, a més de l'extrem sud de Burkina Faso. El seu hàbitat natural són els boscos de plana humits tropicals o subtropicals. Està amenaçat per la pèrdua d'hàbitat.